# دنی وانگ
دنی وانگ (انگلیسی: Denny Wang؛ زادهٔ ۱۵ آوریل ۱۹۹۸) بازیکن فوتبال است.
وی همچنین در تیم ملی فوتبال زیر ۱۷ سال ایتالیا بازی کرده‌است.